# Violet
 For alternative betydninger, se Violet (flertydig). (Se også artikler, som begynder med Violet)
Violet spektrum
Violet er en sekundær spektralfarve (hvilket lilla ikke er), men kan defineres som de lilla toner, som mest er blå (altså egentlig blå-lilla). I Newtons farvespektrum ligger det i bølgelængden mellem 424-397 nm (se farve). Violet er en blanding af blå og rød og har gul som komplementærfarve.
Forklaringen på denne mærkelige farve er, at mennesket er farveblinde overfor lys/farver med kortere bølgelængde end blå. Men både de tappe (de lysfølsomme mekanismer i øjet) som er følsomme overfor rødt; og de tappe, som er følsomme overfor blå, foruden de lysfølsomme tappe, kan mærke det lys, som er lidt mere blåt end blå. Det er sådan set en fejl ved øjet at mennesket ser det blå i regnbuen skifte over til den lidt rødlige violet farve.[kilde mangler]
Mange blå blomster indeholder en ægte violet farve, da bierne godt kan se den, men når man tager et foto, så bliver man overrasket over at de blå blomster er rosa.
Altså en skala som denne:
| Violet |  |  |  |  |  |  |  | Blå |

| Violet |  |  |  |  |  |  |  | Blå |

## Symbolik
Der er for få eller ingen kildehenvisninger i afsnit, hvilket er et problem. Du kan hjælpe ved at angive troværdige kilder til de påstande, som fremføres.

De violette farver kan både være en blanding af rødt og blåt, og en ekstrem blå grænsende til ultraviolet, såsom Indigo. Disse farver forbindes med bod, anger og selvransagelse.[kilde mangler]
Den repræsenterer spiritualitet og er forbundet med offerblodet. Det er også nostalgiens og erindringernes farve, og kan symbolisere sublimering og resignation.
Det er formidlingsfarve mellem kærlighed og visdom.
I folkloren er det troskabens farve.
Violet er Kristus passionsfarve. Frelseren bærer en violet kappe. I den katolske liturgi står den for kongemagt og guddommelighed.
I kirken anvendes violet i bods- og fastetiden, anden og fjerde søndag i advent, nytårsaften, fra septuagesima til midfaste søndag, skærtorsdag, Store bededag.
Pineal-chakraets farve er indigo-violet, der repræsenterer indsigt og intuition, men også blafrende uro. Dette chakra (og dermed farven) sættes i forbindelse med clairvoyance.
Stjernetegnet skorpionens farve er violet.
Purpur, som er en variant, var kejsernes pragtkåbers farve.
Indigo er en violet-mørkeblå farve der udvindes af planten indigofera anil. Ordet indigo betyder 'farven fra Indien' og er fundet på mumiers klæder i Egypten og bruges stadigt i bukser.